# Lingesetalsperre
Die Lingesetalsperre wurde in den Jahren 1897 bis 1899 erbaut und zählt zu den ältesten Talsperren im Eigentum des Wupperverbandes. Der kleine Wasserspeicher diente ursprünglich der Flussregulierung und der Brauchwasserversorgung und steht heute in erster Linie dem Freizeitvergnügen, dem Hochwasserschutz und der Niedrigwasseraufhöhung zur Verfügung. Der gestaute Fluss ist die Lingese, ein Zufluss der Wipper. Die Lingese ist Grenzfluss zwischen Kierspe im Sauerland und Marienheide im Oberbergischen Kreis.

## Absperrbauwerk
Die Talsperre hat als Absperrbauwerk eine bogenförmige Gewichtsstaumauer aus Bruchsteinmauerwerk vom Intze-Typ. Die Mauer wurde von 1995 bis 1998 saniert und verstärkt. Sie bekam eine Dichtwand, einen Kontrollgang und eine Drainage.

## Freizeit
Mehrere Campingplätze liegen rund um den See. Ein Restaurant gibt es ebenfalls. Der Rundweg um die Talsperre ist ca. 6 km lang. Die Lingesetalsperre bietet zahlreichen Wasservögeln versteckte Brutplätze. Neben den Wildenten sind hier häufig Wasserhühner, Haubentaucher und Graureiher, aber auch den Eisvogel zu beobachten. Die Fischereirechte sind an den Sportfischerverein der oberen Volme e. V. vergeben.

## Trivia
Der Film Undine (2020) wurde unter anderem an der Lingesetalsperre gedreht. Im Laufe der Handlung wird die Talsperre zudem namentlich genannt.

## Fotos

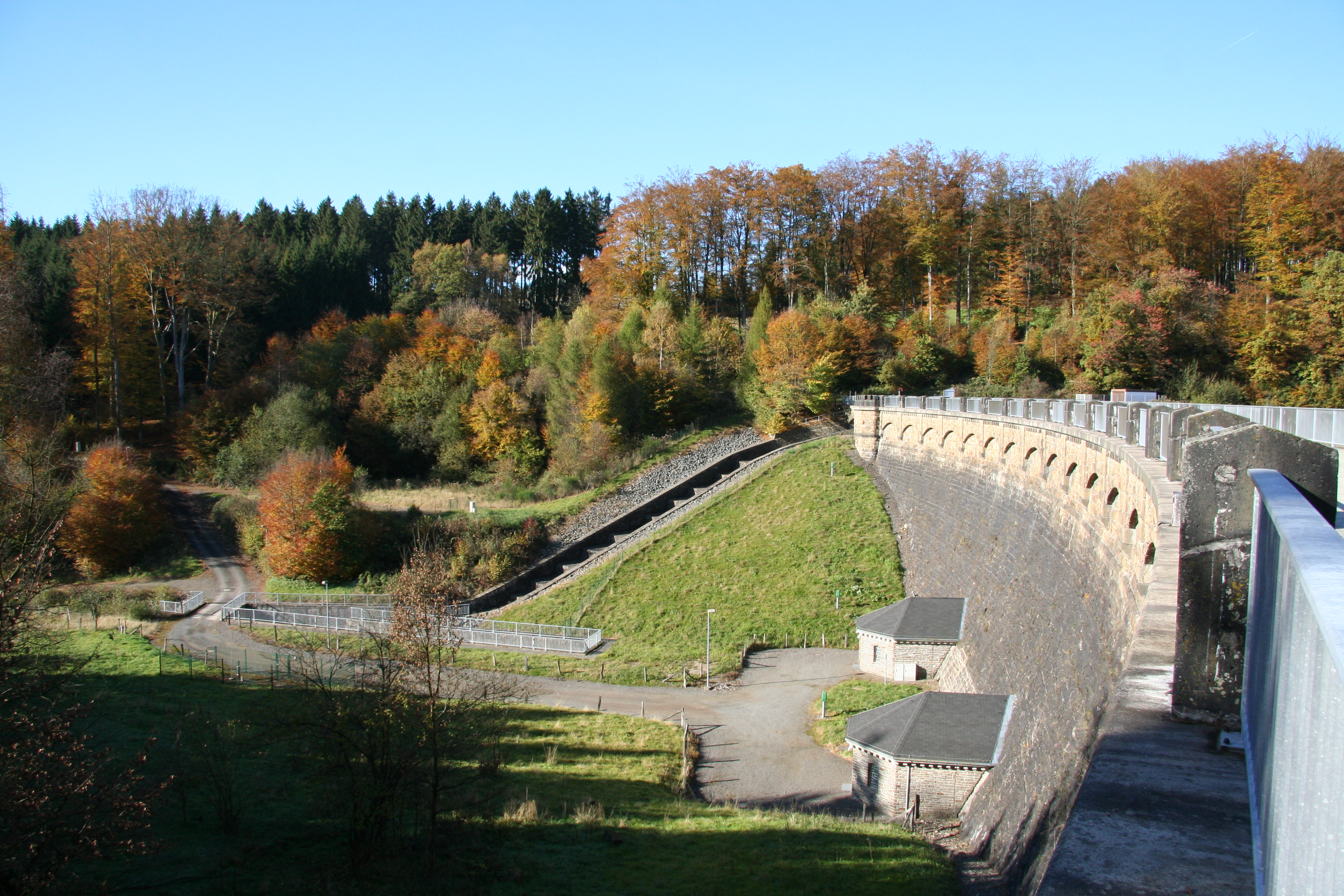
Luftseitige Ansicht der Staumauer
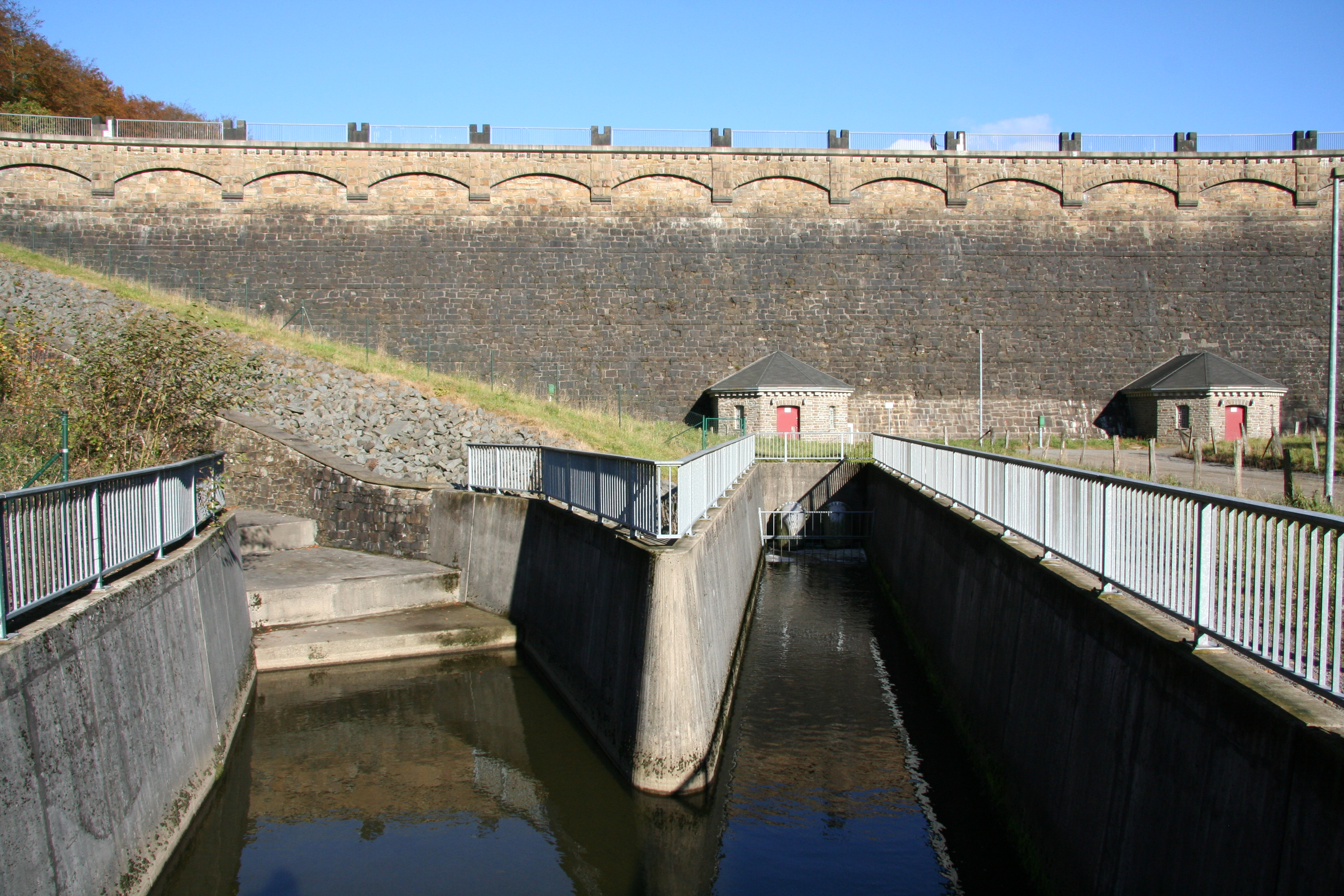
Hochwasserüberlauf und Grundablass
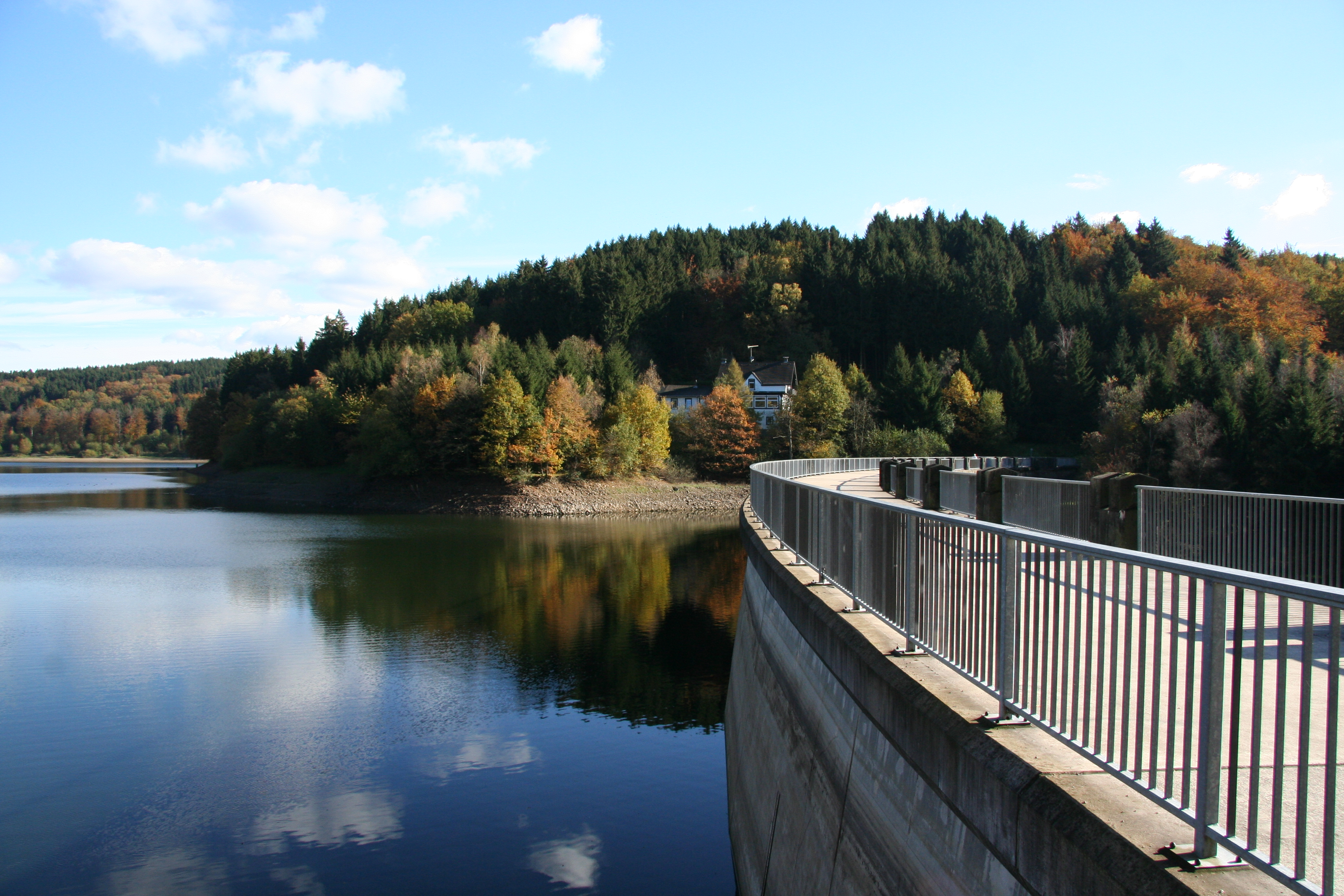
Blick wasserseitig über die Staumauer zur Restauration
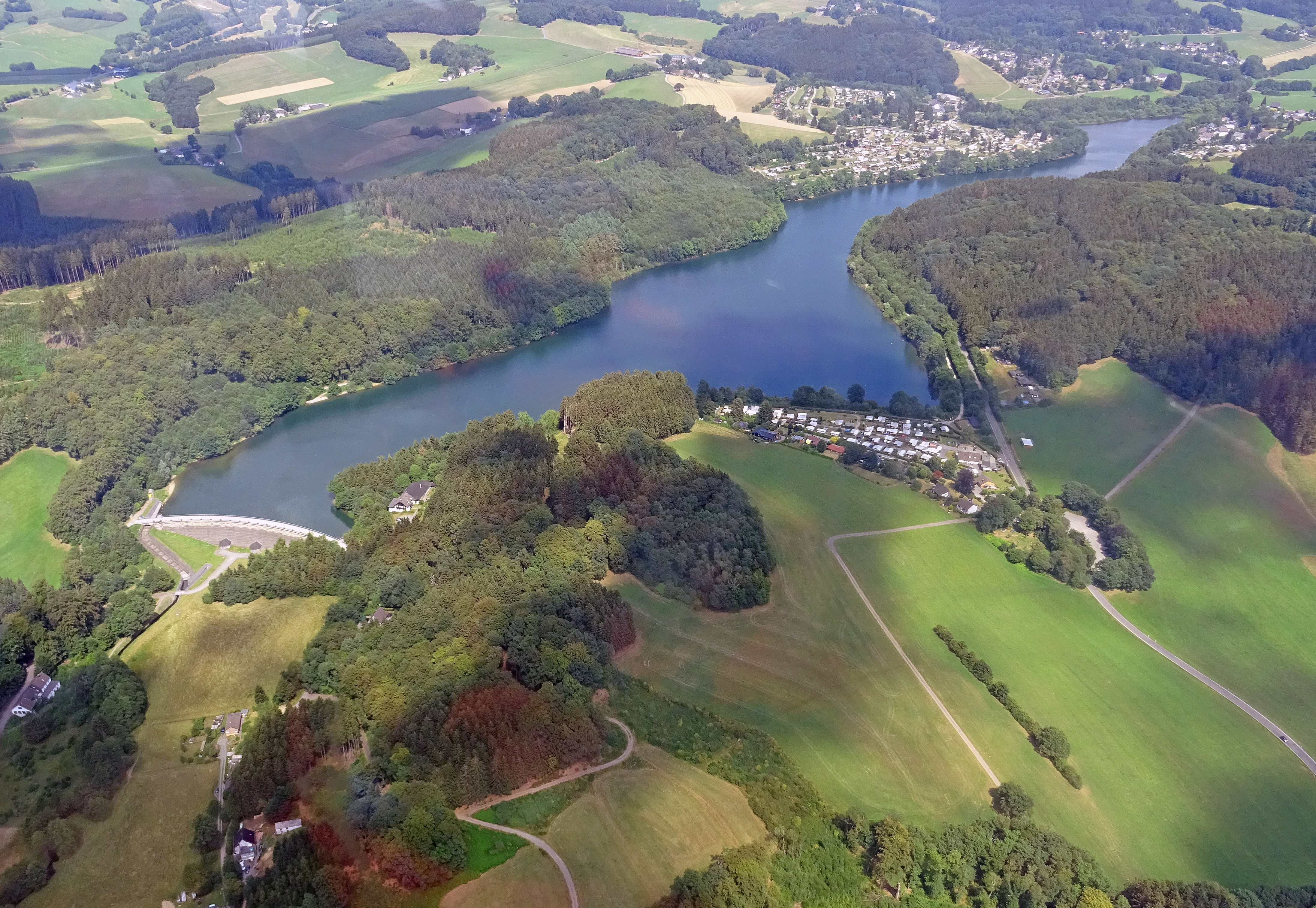
Luftbild von West nach Ost
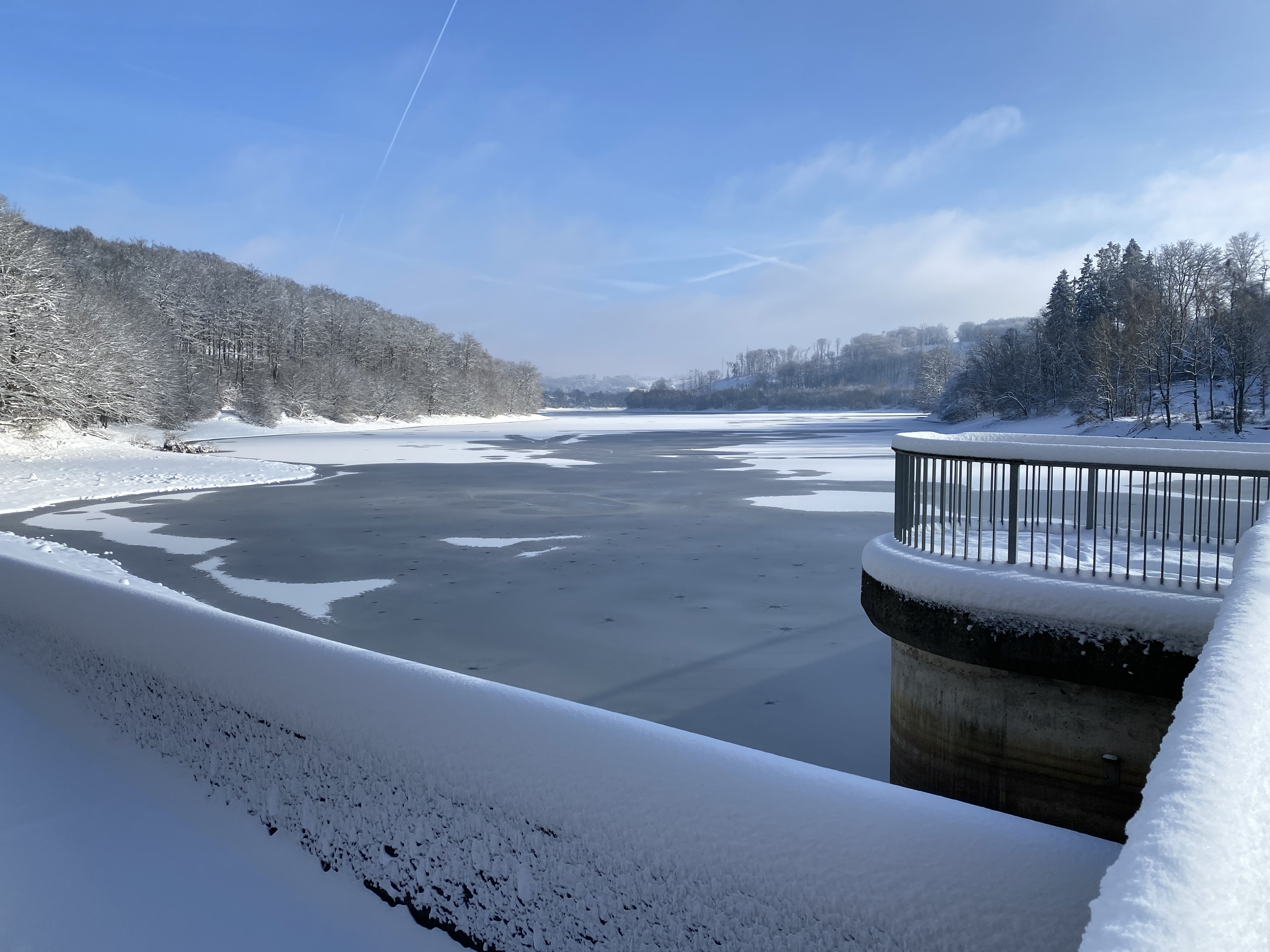
Überlauf – Blick über  die Talsperre nach Osten
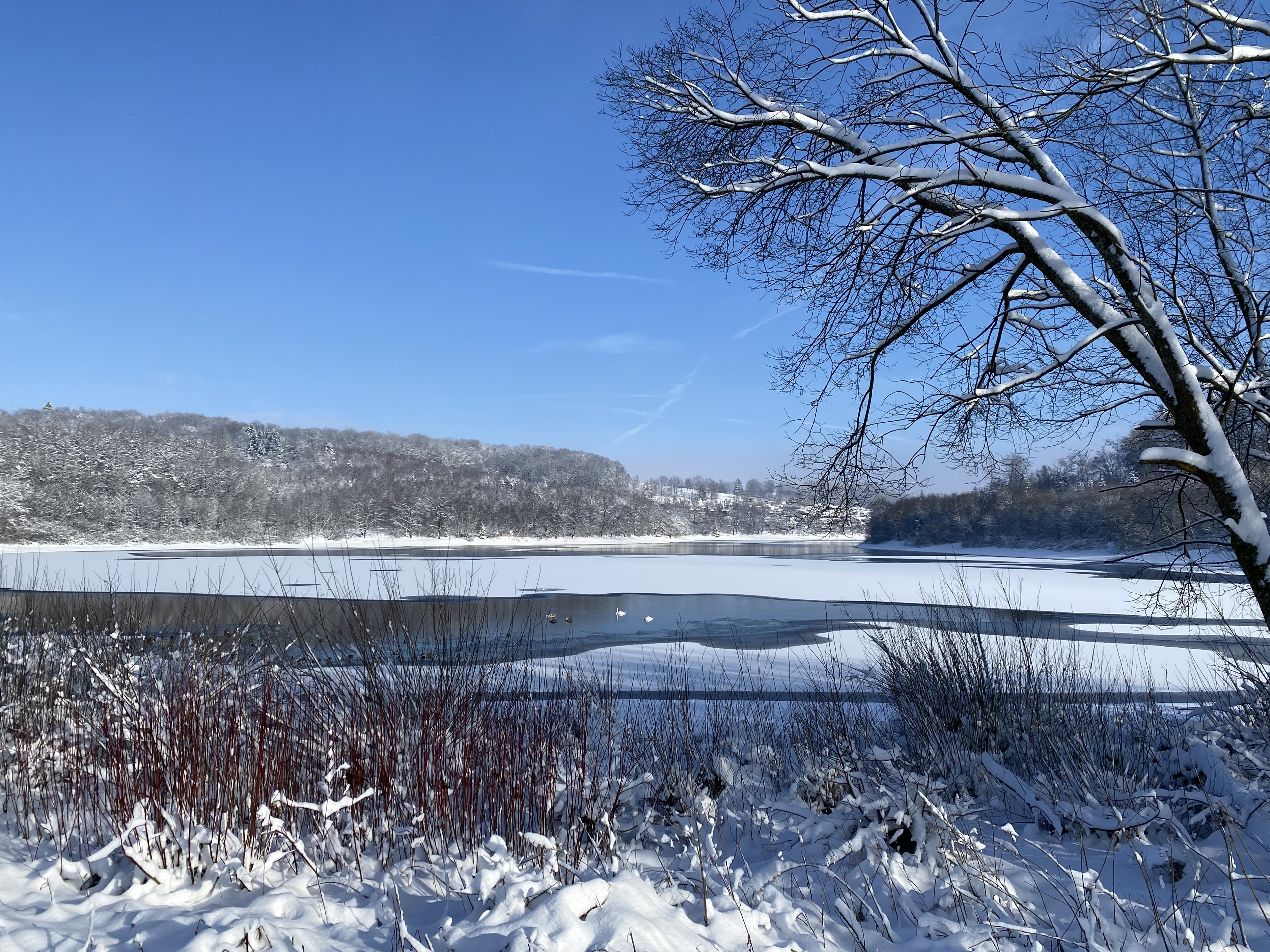
Winterimpression